# Муралевич, Вячеслав Степанович
Вячеслав Степанович Муралевич вариант отчества Стефанович (10 декабря 1881, Киев — 1942?) — педагог, сотрудник Зоологического музея Московского университета, специалист по многоножкам (Myriopoda), в 1920 осуждён по делу «Тактического Центра».

## Биография
Родился в Киеве. Православного вероисповедания. Рос и воспитывался в Таврической губернии. В 1899 году поступил на естественное отделение Московского университета. Ученик Г. А. Кожевникова, под его руководством в 1908—1909 гг. работал на созданной тогда же летней станции Московского общества любителей аквариума и комнатных растений в Косине. В 1901 году собрал гербарий в окрестностях Севастополя. В 1907 году поступил на службу в частную гимназию В. В. Ломоносовой. С 1908 года — сверхштатный ассистент Московского университета. В этом качестве в 1909 году на Севастопольской биологической станции собирал материал по рачкам-сферомам и одновременно проходил «общий курс» зоологии.
В 1909—1910 годах обрабатывал в Зоомузее коллекцию многоножек с Кавказа. Начиная с этого времени и до конца 20-х годов, специализировался на изучении этой группы членистоногих. Вёл практические занятия со студентами по зоологии беспозвоночных. Описал ряд новых для науки таксонов. С 1911 года состоял членом Комиссии по изучению фауны Московской губернии. С 1912 ассистент кафедры зоологии по штату Зоологического музея Московского университета. В том же 1912 году предложен Н. Я. Кузнецовым, В. Ф. Болдыревым, Г. Г. Якобсоном в действительные члены Русского энтомологического общества. В 1913 году передал в Зоологический музей коллекцию насекомых с Амурской железной дороги. В 1914 — ассистент при Зоологическом кабинете кафедры зоологии Московского университета. Много сил уделил каталогизации коллекций Зоологического музея (в 1910 году каталогизировал коллекции кишечнополостных, губок, иглокожих, моллюсков; в 1912 — мшанок и ракообразных). Член лекционного бюро младших преподавателей Московского университета.

### После октябрьской революции
Видный деятель «Союза трудовой интеллигенции» и «Совета общественных деятелей» с начала его образования. Был привлечён к делу «Тактического центра», обвинялся в том, что по заданию «заговорщиков» подготовил записку о будущем развитии народного образования. На суде Муралевич категорически отрицал, что составил её по чьему-либо заданию, утверждая, что это была рукопись его статьи для журнала «Народная школа», переданная им Д. М. Щепкину для ознакомления.
Приговорён к расстрелу с заменой условным тюремным заключением сроком на 5 лет, освобождён из-под стражи в зале суда.
По словам С. П. Мельгунова,  среди тех, кого позже стали называть "Тактическим центром", Муралевич был настроен наиболее просоветски: «всякие выступления, направленные против советской власти», <являются> «преступлением против России».
В 1923 читал лекции в качестве профессора в Государственном институте журналистики по «Основам современного естествознания» (90 часов). В 1927 году оставался профессором 1-го МГУ и одновременно сотрудником Российского Исторического музея
Во многих авторитетных источниках ошибочно сообщается, что «зоолог и физик» В. С. Муралевич в 1933 году был приговорён к трёхлетней ссылке в Казахстан по делу «Партии возрождения России». Эти сведения относятся не к нему, а к его брату. Вячеслав вместе с его братом Вадимом многократно упоминается в допросах по этому делу: 22 марта в допросе П. Н. Каптерева, 15 апреля — Б. В. Ключевского, 13 июня — П. В. Гидулянова. Однако сведений об аресте или допросах Вячеслава нет, по-видимому, в это время его уже не было в Москве.
По предположению зоологов К. Г. Михайлова и Г. Ю. Любарского последние данные, относящиеся к Вячеславу Муралевичу, — это собранная им в 1934 году в окрестностях Чимкента коллекция насекомых, хранящаяся в Зоологическом институте РАН. Это предположение нуждается в дополнительных подтверждениях, так как и младший брат Вячеслава, Вадим Муралевич, врач по образованию, мог в ссылке заниматься коллектированием членистоногих.
По сведениям современных историков, которые возможно относятся не к нему, а к его брату, Вячеслав Муралевич «скончался на месте отбытия наказания», то есть в ссылке. Часто приводимая дата смерти «1942 год» требует дополнительных подтверждений.

## Семья
- Отец — Степан Киприанович Муралевич (1856—1941?) во второй половине 1870-х годов студент медицинского факультета Киевского университета. В марте 1878 года по решению университетского суда исключен на два года из университета без права поступления в другие высшие учебные заведения за участие в студенческих волнениях. В 1881 году окончил университет со званием лекаря. В начале XX века — городской врач в Феодосии Таврической губернии[23]. 22 июня 1905 вместе с городским головой Феодосии Л. А. Дуранте и гласным городской думы С. С. Крымом поднимался на борт броненосца «Потёмкина» и вёл переговоры с восставшими[24]. Погиб во время Холокоста[25].
- Брат[d] — Вадим Степанович Муралевич (1883—?) сын врача, с 1906 по 1917 год член кадетской партии, получил медицинское образование[27]. В 1927 году значился как врач-терапевт в Москве, при этом работал в Педагогическом техникуме имени Троцкого[17]. К 1933 году прекратил занятия медициной, и полностью перешёл на педагогическую работу[27], преподаватель физики[28] на Рабфаке им. Бухарина. Проживал в Москве на Каляевской улице, дом 35, кв. 23[29]. В словаре И. Ф. Масанова сообщается, что Вадим Муралевич писал под псевдонимами В. М.; Левич, Р. А.; Мур., В.; М—ч; М—ч, В.[30]. 9 апреля 1933 года арестован по делу так называемой «Контрреволюционной националистической фашистской организации „Партия Возрождения России“». В рапорте следователя Шупейко от 23 июня 1933 года сказано:

<Вадим Муралевич> «начал кричать о том, что ему стыдно слышать такой тон от представителя учреждения, что он не позволит говорить с собой в таком тоне, что это издевательство и т. д. Муралевич потребовал вызова дежурного коменданта, а так как мотивов для этого в действительности не было, то он был отправлен нами в камеру без удовлетворения этой просьбы». Резолюция начальника 4-го отдела СПО ПП ОГПУ МО Рогожина: «Т. Шупейко. Допросы Муралевича прекратить. 26/VI Рогожин».
26 июля 1933 приговорён по этому делу к высылке в Казахстан на три года (по этому же делу был осуждён и о. Павел Флоренский). Реабилитирован. Следственное дело № П-52043 в ГА РФ.
- Дочь[e] — Елизавета Муралевич (отчество не указано), «15 лет, — дочь сосланного за вредительство профессора» упоминается в записке Г. Г. Ягоды «Секретарю ЦК ВКП(б) тов. Сталину о детской беспризорности, безнадзорности и преступности» от 19 января 1935 года[32].

## Таксоны, описанные В. С. Муралевичем
- Pachyiulus foetidissimus[швед.] Muralevicz, 1907
- Scolopendra media (Muralewicz, 1926)
- Scolopendra subspinipes gastroforeata (Muralevicz, 1913) — Филиппины.
- Scolopendra subspinipes fulgurans Muralevicz, 1913
- Scolopendra conjungens Muralewicz, 1913
- Thereuonema ballistes Muralewitsch, 1907 младший синоним Thereuonema tuberculata (Wood, 1862)
- Thereuonema bellica Muralevitsch, 1907 младший синоним Thereuonema tuberculata (Wood, 1862)
- Scutigera oxypyga[швед.] Muralewitsch, 1910
- Cormocephalus (С) gervaisianus spelicomis Muralevitsch, 1926
- Lithobius rufus Muralevitsch, 1926
- Hessebius megapus Muralevitsch 1907

## Труды
- Muralewitsch W., Myriapoden gesammelt von der Expedition nach der Halbinsel Kanin im Jahre 1902 // Zoologischer Anzeiger. Vol. 30. 1906 P. 66-69
- Муралевич В. С. К фауне Myriapoda Минской губернии. // Тр. студенческого кружка для исследований русской природы при Моск. ун-те. 1907. No 3. С. 94-98.
- Muralewitsch W., Zwei neue Arten von Scutigera aus der Mandschurei // Zoologischer Anzeiger. Vol. 31. 1907 no. 8. P. 240—243
- Muralewitsch W. S., Zur Myriapodenfauna des Kaukasus // Zoologischer Anzeiger. Vol. 31. No 11–12  1907 P. 329—337
- Muralevitsch W. S. Über die Myriapodenfauna des Charkowischen Gouvernements I .-- Zool. Anz., 1908, 33, 4, p. 124–126.
- Muralewitsch W. S. 1910 «[Uebersicht über die Myriopodengauna des Kaukasus. Teil I. ]» Mitteilungen des Kaukasischen Museum 5(1): 1-80
- Муралевич Вяч. С. «Новые течения в биопсихологии» // Словарь Венгерова (1912).
- Муралевич В. С. К фауне Myriopoda Смоленской губернии // Русск. энтомол. обозр. — 1913а. — Т. 13. — № 1. — С. 95-98.
- Muralewitsch W. S., Einige Bemerkungen über aussereuropäische Scolopendriden. // Zoologischer Anzeiger Vol. 41. 1913. P. 195—202
- Сатунин К. А., Берг Л. С., Кириченко А. Н., Муралевич В. С., 1913. Фауна Черно-морского побережья Кавказа (Fauna Littoris Orientalis Ponti Euxini) // Труды Об-ва изучения Черноморского побережья, т. 2. — С.-Петербург. 248 с.
- Муралевич Вяч. Листопад // Смена № 38, Сентябрь 1925
- Муралевич Вяч. Военные хитрости природы // Смена № 39, Октябрь 1925
- Muralewitsch W. S. 1926 Neue Lithobius- und Henicops-Arten, // Zoologischer Anzeiger. 67: 218—220;
- Muralewitsch W. S. 1926. Übersicht über die Chilopodenfauna des Kaukasus. II. Mitteilung, // Zoologischer Anzeiger. 69: 27-44
- Муралевич В. С., Каптерев П. Н. Происхождение и развитие земли и жизни на земле. Москва: Труд и книга,, 1928. — 176 с.
- Муралевич В. С. проф. Произошел ли человек от обезьяны. [М.]: «Атеист», [1929]. — 56 стр.
- Муралевич B. C. Scutigeridae и Lithobiidae кавказской фауны // Мем. зоол. отд. об-ва ест., антр. и этногр. 1929. — Вып. 4. — С. 1—112.
- Фауна Черноморского побережья Кавказа : (Fauna littoris oritntalis ponti euxini) / Под общ. ред. ст. специалиста Деп. земледелия по приклад. зоологии и охоте К.А. Сатунина ; Сост.: К.А. Сатунин, Л.С. Берг, А.Н. Кириченко, В.С. Муралевич]. - Санкт-Петербург : фототипия и тип. А.Ф. Дресслера, 1913. - [4], X, 178 с. ; 27см.. - (Труды общества изучения Черноморского побережья ; Т. 2

## Адреса
- 1911 — Москва, Арбат, Малый Успенский пер, д. 4 кв. 8[33].
- 1927 — Москва, пл. Восстания, д. 1, кв. 27[17]. Дом снесён в 1937 году[34].

## Комментарии
1. ↑  Дата приведена в именном указателе к "Архипелагу ГУЛАГ"[5]. Однако неясно на основании каких источников это сделано, нельзя исключить путаницы  имевших сходные инициалы братьев, так как информация, явно относящаяся к Вадиму Муралевичу: "в 1933 году сослан в Казахстан" отнесена в этом указателе к Вячеславу.
2. ↑  Неопределённость, которая возникает из-за сходства инициалов двух братьев приводит к тому, что многие биографические сведения нельзя однозначно отнести к кому-то одному из них. Например, неизвестно, кто проводил беседы по московскому радио в цикле «Мозг и душа»: 21 февраля 1928 года — «Работа головного мозга», а 28 февраля «Сон и гипноз» биолог Вячеслав, или врач по образованию Вадим[19].
3. ↑  По личному сообщению К. Г. Михайлова это был небольшой, не разобранный сбор членистоногих (преимущественно пауков), подписанный одной фамилией без инициалов.
4. ↑  В Адресной и справочной книге на 1927 год «Вся Москва» (отдел 5. "Адреса лиц …") на с. 490 упоминается, возможно, третий брат — Всеволод Степанович Муралевич, сотрудник Наркомата путей сообщения[26].
5. ↑  Лиля (распространённое сокращение от Елизаветы) Муралевич проживала на Кудринской площади[31].